# Casanova (1987)
Casanova (Brasil: Casanova, o Maior Amante de Todos os Tempos) é um filme teuto-ítalo-britano-estadunidense de 1987, do gênero comédia romântica e ficção histórica, dirigido por Simon Langton, com trilha sonora de Michel Legrand.

## Resumo
As conquistas amorosas, aventuras e desventuras do veneziano Giacomo Casanova (século XVIII), desde sua juventude até a velhice. Versão para TV da história do famoso conquistador de mulheres. 

## Elenco
- Richard Chamberlain — Giacomo Casanova
- Faye Dunaway — Madame D'Urfe
- Sylvia Kristel — Maddalena
- Ornella Muti — Henriette
- Hanna Schygulla — mãe de Casanova
- Sophie Ward — Jacqueline
- Frank Finlay — Razetta
- Roy Kinnear — Balbi
- Kenneth Colley — o duque
- Richard Griffiths — cardeal
- Patrick Ryecart
- Jean-Pierre Cassel — Luís 15